# Pablo Rotondo
Pablo Rotondo (fl. XX secolo) è stato un arbitro di calcio argentino.

## Carriera
Nella Primera División 1928 fu impiegato per la prima volta in massima serie, in occasione di Sportivo Barracas-Banfield, giocatasi il 14 aprile 1929. Nel Concurso Estímulo 1929 scese in campo alla 1ª giornata del gruppo "Dispari", il 21 luglio, in occasione di Almagro-Tigre. Nella Primera División 1930 il primo incontro da lui diretto fu Huracán-Banfield, il 6 aprile 1930. Prese parte, poi, alla Primera División 1931, la prima edizione professionistica del campionato argentino, organizzata dalla Liga Argentina de Football. In tale competizione debuttò il 31 maggio 1931, al 1º turno, arbitrando San Lorenzo-Tigre; al termine del torneo contò 6 presenze.